# تپه قلعه دلبر
تپه قلعه دلبر مربوط به سدهٔ ۱۲ و ۱۳ هجری است و در شهرستان مشهد، بخش احمدآباد، دهستان بیو ژن، روستای دلبران واقع شده و این اثر در تاریخ ۲۶ دی ۱۳۸۶ با شمارهٔ ثبت ۲۰۵۶۴ به‌عنوان یکی از آثار ملی ایران به ثبت رسیده است.